# Szymon Kobyliński
Szymon Kobyliński, właśc. Tadeusz Szymon Kobyliński (ur. 22 maja 1927 w Warszawie, zm. 15 kwietnia 2002 tamże) – polski grafik, rysownik, karykaturzysta, satyryk, historyk, scenograf (głównie teatralny, ale także filmowy), jeden z prekursorów polskiego komiksu.

## Życiorys
Urodził się w rodzinie malarskiej; był synem Wiktora Kobylińskiego i Wandy Jasińskiej, i po części kontynuował rodzinne tradycje. Swój pierwszy rysunek prasowy opublikował już w 1936 roku. Przed II wojną światową był uczniem Gimnazjum Wojciecha Górskiego w Warszawie. 
Lata wojny spędził pod Warszawą, m.in. w Mściskach. Pod koniec wojny został żołnierzem Armii Krajowej, lecz nie brał udziału w walkach. Po wyzwoleniu został absolwentem Liceum im. Powstańców Warszawy w Warszawie. W 1945 roku krótko służył w Milicji Obywatelskiej w gminie Piekary. W drugiej połowie lat 40. studiował grafikę na warszawskiej ASP, której nie ukończył dyplomem. Na studiach należał do grupy studentów znanych jako „Bracia Łopieńscy”, do której należeli także: Ludwik Maciąg, Władysław Muszkowski (artysta-plastyk), Julian Pałka, Adam Perzyk, Kazimierz Podlasiecki i Zdzisław Witwicki. Rozpoczął następnie studia z zakresu historii sztuki na Uniwersytecie Warszawskim, których jednak nie ukończył z powodu szykan ze strony władz ZMP w okresie stalinizmu. W tym okresie rozpoczął współpracę z gazetami, przede wszystkim „Szpilkami”, oraz działał w Związku Polskich Artystów Plastyków.
Był także eseistą i pisarzem oraz autorem programów telewizyjnych i radiowych. Popularyzował polską kulturę oraz historię. Był znawcą broni i barwy Wojska Polskiego, broni białej oraz zbroi, głównie z okresu I Rzeczypospolitej. Działalność pisarską zintensyfikował zwłaszcza w latach 80., kiedy to przestał występować w telewizji, po tym jak w stanie wojennym wyemitowano, wcześniej nagrany, materiał z udziałem jego i oficerów Wojska Polskiego, sugerujący popieranie działań WRON. Zajmował się także heraldyką, zaprojektował m.in. herb Jastrzębia-Zdroju, Studzianek Pancernych i Świętochłowic.
Przewodniczył jury, które wybrało ostateczną wersję graficzną Orderu Uśmiechu, autorstwa 9-letniej Ewy Chrobak. 21 marca 1969 roku przyznano mu Order Uśmiechu, a odznaczenie i legitymację z numerem 16 odebrał 18 czerwca 1970 w Opolu z rąk Wandy Chotomskiej. Był następnie członkiem Międzynarodowej Kapituły tego Orderu. Jako pierwszemu w PRL udało się Kobylińskiemu opublikować (w Panoramie w latach 1971–1973) cykl artykułów pt. „Gawędy herbowe”, poświęconych heraldyce i polskim herbom szlacheckim.
Palił fajkę. W 1992 otrzymał tytuł „Fajczarza Roku” od Rady Polskich Klubów Fajki. Był autorem znaku graficznego Pipe Club Warszawa. W 2003 ukazała się korespondencja między Szymonem Kobylińskim a Aleksandrą Ziółkowską-Boehm pt. Nie minęło nic, prócz lat.

## Życie prywatne
Był żonaty z Danutą Will, z którą miał syna Macieja.

## Ilustracja książkowa
Zilustrował ok. 300 książek oraz wydał 20 własnych. Ilustrował najważniejsze dzieła literatury polskiej m.in. Pana Tadeusza czy Trylogię. Jest m.in. autorem portretów uzupełniających Poczet królów i książąt polskich Jana Matejki. Nie ograniczał się tylko do pozycji historycznych czy literackich, jego rysunki znalazły się w takich książkach jak: poradnik seksuologiczny, Słownik idiomów angielskich, antologia humoru półsłówek, popularnonaukowa książka o genetyce, podręczniki: dla informatyków – Konwersacyjne otoczenie programowe języka Pascal, dla fizyków Od liczb zespolonych do tensorów, spinorów, algebr Liego i kwadryk, czy wreszcie Stanisława Waltosia Proces karny. Szymon Kobyliński zilustrował m.in.:
- Walery Przyborowski, Chrobry: opowiadanie historyczne z XI wieku, Warszawa, Ludowa Spółdzielnia Wydawnicza, 1959.
- Janusz Osęka, Moje bardzo dziwne przygody, Iskry 1960,
- Aleksander Drożdżyński, Mądrości żydowskie, Warszawa, Wiedza Powszechna, 1963.
- Stanisław Lem, Bajki robotów, Wydawnictwo Literackie, Kraków 1964
- Mateusz Siuchniński, Szymon Kobyliński Ilustrowana kronika Polaków, De Facto 2005, ISBN 83-89667-36-3.
- Dzieje Polski: podręcznik dla klasy czwartej szkoły podstawowej (Warszawa, Wydawnictwa Szkolne i Pedagogiczne, 1992)
- Jacek Komorowski, Od liczb zespolonych do tensorów, spinorów, algebr Liego i kwadryk (Warszawa, 1978)
- Krótka o hymnie orłach i barwach gawęda (Warszawa, Krajowa Agencja Wydawnicza, 1978)
- Zbigniew Nienacki, seria Pan Samochodzik i…, Wyd. Pojezierze 1982–1987.
- Bolesław Orłowski, Gdzie wzrok nie sięga Nasza Księgarnia, Warszawa 1982, ISBN 83-10-08101-4.
- Janusz Tazbir, Kultura polskiego baroku, Warszawa, Agencja Omnipress 1986
- Marek Sart, Śpiewnik 1914 – 1939. O mój rozmarynie. 72 Piosenki żołnierskie, ludowe i turystyczne z okresu 1914 – 1939 z nutami, Wydawnictwo Muzyczne, Warszawa, 1989
- Jan Andrzej Morsztyn, Erotyki, Warszawa: „Wema”, 1990
- 750 razy gra półsłówek (Warszawa, Wydawnictwo „Do”, 1992)
- Jerzy Urbankiewicz, Legenda jazdy polskiej tomy I i II (Łódź 1996, Wydawnictwo Wojciech Grochowalski)
- Andrzej Hamerliński-Dzierożyński, Farfałki sarmackie i romantyczne, Iskry, Warszawa 1982.
- Michalina Wisłocka, Jak kochać, jak być kochanym, Rytm 1993
- Lew Kaltenbergh, Żołnierz taty Bema, czyli opowieść siedmiogrodzka, Ludowa Spółdzielnia Wydawnicza.
- Tadeusz Przygucki, 100 lat koloru. Zakłady Przemysłu Barwników BORUTA S.A, Wydawnictwo Pryzmat, Łódź 1994

## Książki z rysunkami satyrycznymi
- Sto km humoru, Wyd. Artystyczno-Graficzne Warszawa 1958
- Śmiechu warci. Zbiór karykatur ze wstępem Stanisława Lema, Wydawnictwo Horyzonty, Warszawa 1974
- Mówiąc między nami, Iskry 1982, ISBN 83-207-0407-3.
- Ostre lata (Warszawa, Sztuka Polska, 1986)
- Kawały, czyli anegdoty polityczne z PRL i nie tylko, Nowy Świat 2005, ISBN 83-7386-159-9.
- Szymon Kobyliński, Seria „Uśmiechnij się :-)”, Wydawnictwo BoSz, ISBN 978-83-7576-013-2.
- Rysunki niecenzuralne 1954–1990, Wydawnictwo: Dembiński 1990

## Książki jego autorstwa
- Za dużo tematów (Olszanica, Wydawnictwo BoSz, 2009)
- Korespondencję z ostatnich lat życia zawiera publikacja Nie minęło nic prócz lat..., wraz z Aleksandrą Ziółkowską-Boehm (Warszawa, Nowy Świat, 2003) ISBN 83-7386-045-2.
- Krakowski rosolis: gawęda warszawisty (Kraków, Wydawnictwo Literackie, 2002)
- Matejko maleńki olbrzym (Amber, 1997)
- Bajki serio z menażerią (Warszawa, Orenda, 1995)
- Szymon Kobyliński uczy rysować, Iuventa, Warszawa 1992 ISBN 83-900535-0-0.
- Odpukajmy! Rzecz o ostrzegawczych przesądach polskich, wyd. Krajowa Agencja Wydawnicza, Katowice 1990
- Przez pustynię i puszczę: O ilustrowaniu klasyka (Warszawa, PIW, 1990)
- Tajemnice „Pocztu” Matejki (Warszawa, Nasza Księgarnia, 1989)
- Podszepnik rysownika, czyli Garść porad dla plastyków nastolatków (Warszawa, Młodzieżowa Agencja Wydawnicza, 1989)
- Sztacheta śledcza: galeryjka dawnych typów (Warszawa, KAW) (1989)
- Noniusz. Wspominki z życia zewnętrznego (Warszawa, Iskry, 1986)
- Pasjans erotyczny (Szczecin, Glob, 1986)
- Moje małe życie (Warszawa, WAiF, 1985)
- Po imieniu, Wyd. Iskry, Warszawa 1985
- Jej Królewska Mość Wisła (Warszawa, Interpress Warszawa 1984, ISBN 83-223-1991-6, 1986)
- Gawędy o broni i mundurze (Warszawa, Wydawnictwo MON, 1984)
- Zbrojny pies, czyli zestaw plotek (Kraków, Wydawnictwo Literackie 1982)
- Kompas cywilizacji obrazkowej, Warszawa: „Nasza Księgarnia”, 1982 ISBN 83-10-08167-7.
- Zdaniem optymisty/Zdaniem pesymisty, wspólnie z Erykiem Lipińskim Wydawnictwo Literackie
- Jak dobrze mieć sąsiada! (Warszawa, Watra, 1974)
- Proch o ścianę (Warszawa, Iskry, 1967)

## Telewizja i film
Był jedną z najbardziej rozpoznawalnych postaci telewizyjnych. Od początku istnienia Telewizji Polskiej prowadził tam swoje ilustrowane gawędy. Występował zwłaszcza w programach dla młodych widzów, np. w Teleranku. Był także uczestnikiem teleturnieju Pojedynek, w którym potykał się z Bernardem Ładyszem. Wystąpił w filmie i serialu Ogniem i mieczem, gdzie zagrał senatora Mikołaja Ostroroga.

## Rysunki w prasie
Rysunki Szymona Kobylińskiego drukowały periodyki polskie i zagraniczne: „Szpilki”, „Przekrój”, „Polityka”, „Po prostu”, „Kulisy”, „Kultura”, „Tygodnik Solidarność”, „Punch”, „Graphis”, „Nebelspalter”, „pardon”, „Panorama”, „Dookoła Świata”, „Trybuna Wolności”.
Felietony rysunkowe Kobylińskiego w „Polityce”, dzięki którym stał się znany, ukazywały się w latach 1957–1990.

## Komiksy
Był autorem komiksu Stary zegar z 1957 roku oraz trzech zeszytów z serii Przygody pancernych i psa Szarika (1970–1971). Publikował również w czasopiśmie poświęconym komiksowi Relax. Był autorem następujących komiksów:
- „Stary zegar” Biuro Wydawniczo-Propagandowe „RUCH”, Warszawa 1957,
- „Przygody pancernych i psa Szarika” (1970–1971), 3 części
- „Początki państwa Polskiego” dwa epizody z cyklu umieszczonym w czasopiśmie komiksowym „Relax”[10]
  - „Poselstwo do Gniezna”, Relax nr 1
  - „Do grodu Kraka”, Relax nr 2
- „Historia z uśmiechem” cykl w „Relaksie” ukazała się w numerach: 1, 3, 4, 7, 8[11]

## Nagrody i odznaczenia
- Nagroda Ministra Kultury i Sztuki
- Nagroda Ministra Obrony Narodowej (zespołowa)
- Nagroda Przewodniczącego Komitetu do spraw Radia i Telewizji (dwukrotnie)
- Nagroda Związku Harcerstwa Polskiego
- Nagroda Złoty Ekran (zespołowo)
- Nagroda tygodnika „Szpilkami” (trzy Brązowe Szpilki i Złota Szpilka z Wawrzynem)
- Krzyż Kawalerski Orderu Odrodzenia Polski
- Złoty Krzyż Zasługi
- Medal Komisji Edukacji Narodowej
- Order Uśmiechu